# سندرم پی‌یرسون
سندرم پیرسون (انگلیسی: Pearson syndrome) یکی از نقائص میتوکندریایی است که موجب کم‌خونی سیدروبلاستیک و اختلالات برون‌ریزی لوزالمعده می‌شود. سایر نشنه‌های بالینی شامل اختلال رشد کودک، فیبروز لوزالمعده‌ای، دیابت نوع یک، اختلالات عضلانی-عصبی و مرگ زودرس (در دوران شیرخوارگی) است. عدهٔ اندکی از بیماران تا زمان بلوغ زنده می‌ماند که آنها هم دچار علائم «سندرم کرنس-سه‌یر» می‌شوند.
علت این بیماری بسیار نادر، حذف ژنی در دی‌ان‌ای میتوکندریایی است و تاکنون، کمتر از ۱۰۰ مورد از آن در سرتاسر جهان گزارش شده است.
این بیماری نخستین بار توسط متخصص خون و سرطان کودکان «دکتر هاوارد پیرسون» در سال ۱۹۷۹ میلادی توصیف شد و علت ژنتیکی آن یک دهه بعد کشف شد.

## نگارخانه

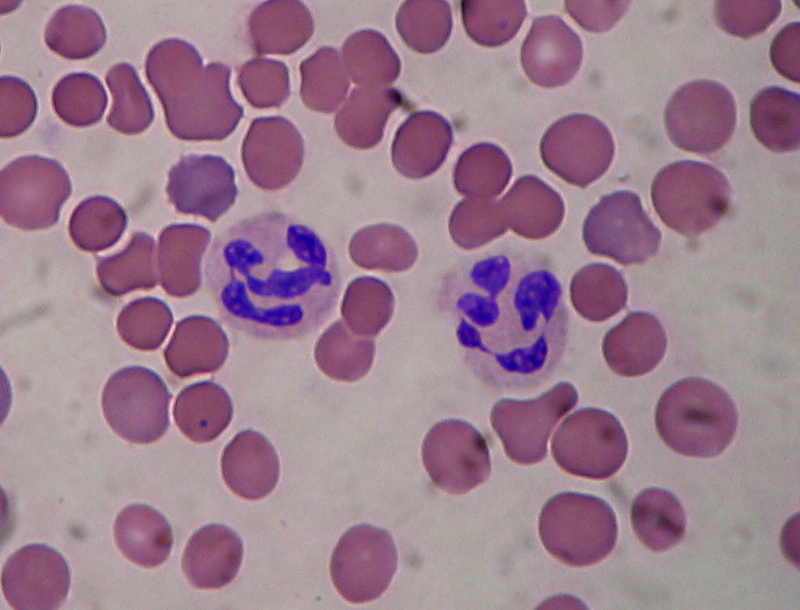